# Plebejus spangelatus
Plebejus spangelatus är en fjärilsart som beskrevs av Burdick 1942. Plebejus spangelatus ingår i släktet Plebejus och familjen juvelvingar. Inga underarter finns listade i Catalogue of Life.